# Ice Queen
«Ice Queen» es el segundo sencillo del álbum Mother Earth de Within Temptation, el primero salió en 2000 y contiene distintas ediciones a través de los años.

## CD

### Versión internacional
1. «Ice Queen»
2. «Mother Earth»

### Versión alemana
1. «Ice Queen»
2. Caged

### Versión holandesa
1. Ice Queen
2. «Caged»

### CD Multi single (2000)
1. «Ice Queen» (edición radio)
2. «Mother Earth» (Leidse Kade live)
3. «Caged» (Leidse Kade live)
4. «Ice Queen» (Leidse Kade live)
5. «Ice Queen»/«Beliver» (demo)
6. «Caged» (demo)

### Versión internacional (reedición 2003)
1. «Ice Queen» (edición single)
2. «Mother Earth» (Leidse Kade live)
3. «Ice queen» (acústico en MXL)

### CD Multi single (reedición 2003; edición limitada)
1. «Ice Queen» (edición single)
2. «World of make believe»
3. «Ice Queen» (acústico en MXL)
4. «Ice Queen» (Leidse Kade live)
5. «Mother Earth» (Orchestra version)
6. «Mother Earth» (Leidse Kade live)